# Pierrecourt (Seine-Maritime)
Pierrecourt is een gemeente in het Franse departement Seine-Maritime (regio Normandië) en telt 456 inwoners (2005). De plaats maakt deel uit van het arrondissement Dieppe.

## Geografie
De oppervlakte van Pierrecourt bedraagt 9,6 km², de bevolkingsdichtheid is 47,5 inwoners per km².
De onderstaande kaart toont de ligging van Pierrecourt (Seine-Maritime) met de belangrijkste infrastructuur en aangrenzende gemeenten.

## Demografie
Onderstaande figuur toont het verloop van het inwonertal (bron: INSEE-tellingen).